# Archidiocèse de Campobasso-Boiano
L' archidiocèse de Campobasso-Boiano (en latin : Archidiœcesis Campobassensis-Boianensis ; en italien : Arcidiocesi di Campobasso-Boiano) est un archidiocèse métropolitain de l'Église catholique d'Italie appartenant à la région ecclésiastique d'Abruzzes-Molise. C'est Biagio Colaianni (it) qui en est son archevêque depuis 2023.

## Territoire
L'archidiocèse a sous sa juridiction une partie de la province de Campobasso et une petite partie de la province d'Isernia, les autres fractions de ces provinces sont dans le diocèse de Termoli-Larino (Campobasso), le diocèse de Trivento (Campobasso et Iserna) et le diocèse d'Isernia-Venafro (Iserna), ces trois diocèses étant ses suffragants.

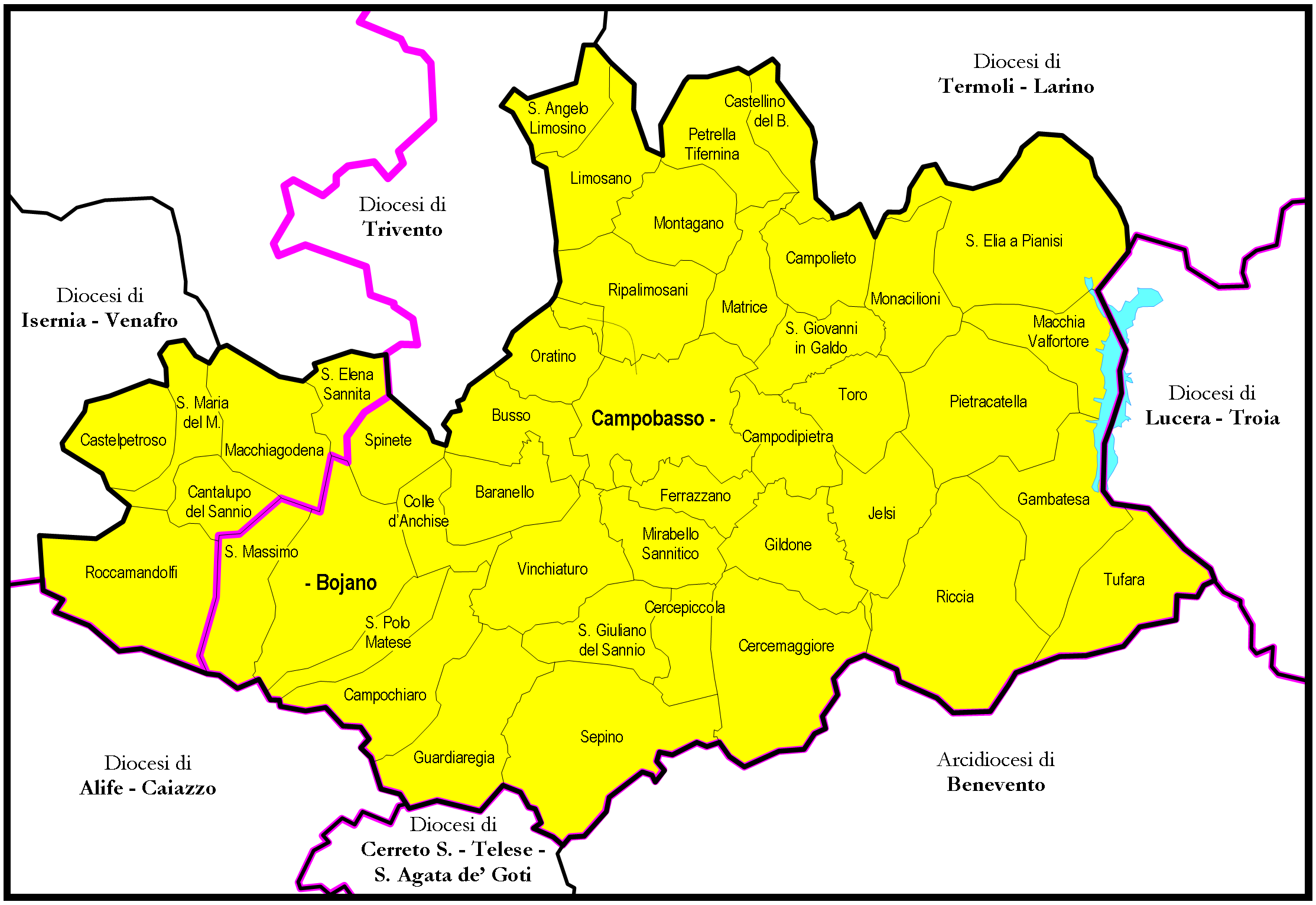
Carte de l'archidiocèse de Campobasso-Boiano.

Il possède un territoire de 1120 km2 divisé en 69 paroisses et regroupées en 5 archidiaconés. Le siège archiépiscopal est à Campobasso où est située la cathédrale de la Sainte Trinité. La co-cathédrale de saint Barthélemy à Bojano garde le souvenir de l'ancien siège épiscopal dans cette ville. À Castelpetroso, la basilique sanctuaire Notre-Dame des Douleurs (it), où la Vierge serait apparue en 1888 sous la forme d'une pieta, est le pèlerinage le plus célèbre du Molise dont elle est la patronne.

## Histoire
Selon Ferdinando Ughelli, le 1er évêque de Boiano est Laurent qui intervint aux synodes romains organisés par le pape Symmaque. On ne possède pas d'autres documents à propos du diocèse de Boiano jusqu'au XIe siècle. Dans la bulle délivrée à l'évêque Gérard d'Isernia au métropolite Atenolphe II de Capoue en 1047, le territoire et les églises de Boiano apparaissent soumis à l'évêque d'Isernino mais dans une lettre du pape Étienne IX de janvier 1058, Boiano apparaît comme un des suffragants de l'archidiocèse de Bénévent. La première mention d'un évêque de Boiano à cette période est celle d'un prélat anonyme qui participe au synode provincial organisé par le métropolite Udalric de Bénévent en 1061 ; il n'est pas exclu que celui-ci puisse être l'évêque Albert, évêque de Boiano de 1068 à 1089. C'est à l'époque de ce dernier que nous devons la construction de la cathédrale bojanaise de saint Barthélemy, construite grâce à la libéralité et à la munificence du comte normand Rodolphe de Moulins (it) ; gravement endommagée par un tremblement de terre, elle est reconstruite et consacrée par l'évêque Polizian en mai 1215 et restaurée au XVe siècle par Silvio Pandoni.
Des tentatives difficiles et tardives sont faites par les évêques pour mettre en œuvre les décrets de réforme du concile de Trente. Le premier synode diocésain que nous connaissons est celui organisé par Fulgence Gallucci en 1630 ; un autre synode aura lieu à l'initiative de l'évêque Jean Riccanale (1684-1685) tandis que son successeur, François Antoine Iannone (1685-1708), fonde le séminaire diocésain. Le rapport de la visite ad limina de 1712 décrit en détail la situation du diocèse et en particulier celle des villes de Boiano et Campobasso, cette dernière étant en forte croissance administrative et commerciale. L'importance de Campobasso est également mise en évidente par le fait qu'au cours du XVIIe siècle, plusieurs évêques y meurt et y sont enterrés, et qu'en 1738, l'évêque Dominique Antoine Manfredi (1738-1746) s'installe à Campobasso où sont transférées également la chancellerie de l'évêque et les archives diocésaines.
Le 29 juin 1927, sous la bulle pontificale ad rectum du pape Pie XI, le siège épiscopal, la résidence de l'évêque, le chapitre de la cathédrale et le séminaire diocésain sont définitivement transférés à Campobasso et le diocèse prend le nom du diocèse de Boiano-Campobasso.
Le 11 février 1973, le diocèse, qui est suffragant de Bénévent, devient archidiocèse par la bulle Pontificalis Nostri du pape Paul VI, directement soumis au Saint-Siège. Le 21 août 1976, il est élevé au rang d'archidiocèse métropolitain en vertu de la bulle Ad apicem sacerdotalis du même pape Paul VI, par laquelle les suffragants actuels sont affectés.
Le 27 février 1982, par décret de la congrégation pour les évêques, il change son nom pour l'actuel en conservant le nom de l'ancien siège épiscopal. Le 21 janvier 1983, à la suite du décret Aduberius de la même congrégation, 17 communes appartenant à l'archidiocèse de Bénévent sont annexées à Campobasso-Boiano.

## Sources
- (en) Catholic-Hierarchy

- (it) Cet article est partiellement ou en totalité issu de l’article de Wikipédia en italien intitulé « Arcidiocesi di Campobasso-Boiano » (voir la liste des auteurs).

### Articles liés
- Liste des diocèses et archidiocèses d'Italie
- Église catholique en Italie